# رحمت‌آباد (سرخس)
رحمت‌آباد روستایی است در بخش مرزداران شهرستان سرخس، استان خراسان رضوی.
این روستا در ۹۵ کیلومتری جنوب غربی شهر سرخس و در کنار رودخانه کشف رود قرار دارد. ارتفاع آن از سطح دریا ۶۹۵ متر و آب و هوای آن معتدل و خشک و درکوهستان واقع شده‌است.
بر اساس سرشماری سال ۱۳۸۵ جمعیت آن (۳۲ خانوار) ۱۳۵ نفر 
است.

## مردم‌شناسی
مردم روستا از طایفه شاهسون و قشقایی هستند که در زمان رضاشاه به اجبار و به‌دلیل ترس ازقدرت گرفتن شاهسون‌ها به این منطقه کوچانده شدند.

## منبع
- کتاب گیتاشناسی ایران جلد سوم- عباس جعفری – چاپ ۱۳۸۴

1. ↑  «نتایج سرشماری ایران در سال ۱۳۸۵». درگاه ملی آمار. بایگانی‌شده از روی نسخه اصلی در ۲۱ آبان ۱۳۹۲.
2. ↑  «عشایر و مبارزه با پهلوی‌ها». jannatefakkeh.